# Dragon Television
Dragon Television ou Dragon TV (chinois simplifié : 东方卫视 ; chinois traditionnel : 東方衛視 ; pinyin : dōngfāng wèishì ; litt. « Télévision Orient ») est une chaîne de télévision provinciale Shanghaïenne, fondée par le SMG (Shanghai Media Group).

## Histoire de la chaîne
Elle fut l'ancienne Shanghai Satelite TV Station depuis octobre 1998 et elle a été rebaptisée Oriental TV Station le 23 octobre 2003. À présent, son réseau couvre toute la Chine, y compris Hong Kong et la Région administrative spéciale de Macao. En même temps, elle émet aussi des programmes adaptés à l'audience de l'Amérique du Nord, l'Europe, au Japon et à l'Australie.